# Tu flor
Tu flor es una de las canciones más importantes de la banda de rock mexicana Cuca , esta canción se convirtió rápidamente en un éxito a nivel nacional ya que sus letras meláncólicas crean un ambiente único y con gran romanticismo.
Esta recuerda mucho a la ya conocida El son del dolor, como se puede sus letras y audio, ésta fue escrita por el vocalista José Fors y el guitarrista Galo Ochoa.